# 25 Волос Вероники
25 Волос Вероники (лат. 25 Comae Berenices), HD 109742 — двойная звезда в созвездии Волос Вероники на расстоянии приблизительно 549 световых лет (около 168 парсек) от Солнца. Видимая звёздная величина звезды — +5,66m. Возраст звезды определён как около 3,311 млрд лет.

## Характеристики
Первый компонент — оранжевый гигант спектрального класса K4III, или K5III, или K2. Масса — около 2,255 солнечной, радиус — около 35,15 солнечного, светимость — около 277,75 солнечной. Эффективная температура — около 4098 K.
Второй компонент — коричневый карлик. Масса — около 46,69 юпитерианской. Удалён в среднем на 1,961 а.е..